# Långtjärnen (Mora socken, Dalarna, 676734-141092)
Långtjärnen är en sjö i Mora kommun i Dalarna och ingår i Dalälvens huvudavrinningsområde.